# Konwój PQ-14
Konwój PQ-14 – konwój arktyczny z okresu II wojny światowej wysłany przez aliantów ze sprzętem wojennym i surowcami do ZSRR, które były niezbędne do prowadzenia dalszej walki przeciwko III Rzeszy. Konwój wypłynął z Islandii 8 kwietnia 1942. 

## Skład i straty
Konwój składał się z 24 statków handlowych. Wkrótce po wyjściu z Islandii wpadł w gęste pola lodowe, co zmusiło 16 statków do zawrócenia. Z pozostałych 8 statków, brytyjski ss „Empire Howard” został 16 kwietnia storpedowany przez U-403 i zatonął w niecałą minutę.
17 kwietnia do eskorty konwoju dotarły trzy radzieckie niszczyciele. 19 kwietnia, 7 statków konwoju dotarły do portu w Murmańsku.